# ميك ماغواير
ميك ماغواير (بالإنجليزية: Mick McGuire)‏ (4 سبتمبر 1952 ببلاكبول في المملكة المتحدة - ) هو لاعب كرة قدم بريطاني في مركز الوسط. لعب مع أولدهام أثلتيك وكوفنتري سيتي ونادي بارنسلي ونورويتش سيتي وغرانتهام تاون ‏ وتامبا باي راوديز.

## وصلات خارجية
- ميك ماغواير على موقع قاعدة بيانات كرة القدم.إي يو (الإنجليزية)